# Danny Lee Sau-Yin
Danny Lee Sau-Yin (chinesisch 李修賢 / 李修贤, Pinyin Lǐ Xiūxián, W.-G. Li3 Hsiu1-hsien2, Jyutping Lei5 Sau1jin4, kantonesisch Lee Sau-Yin, geboren am 6. August 1952 in Shanghai, China) ist ein chinesischer Schauspieler, Filmproduzent, Drehbuchautor, Regisseur, Kameramann und Showmaster in Hongkong. Lee begann seine Karriere als Schauspieleranwärter 1970 im Schauspieltrainingprogramm der Shaw Brothers Company (heute TVB). Nach erfolgreichem Abschluss fand Lee 1972 seine erste wichtige Rolle in dem Film „Die sieben Schläge des gelben Drachen“ (Originaltitel: The Water Margin, 水滸傳 – „Die Räuber vom Liang-Schan-Moor“), eine literarische Erzählung der Volksgeschichten im alten China. Die erste Hauptrolle erhielt Lee 1973 in dem Film „Die gelben Männer mit ihren fliegenden Fäusten“ (Originaltitel: River of Fury, 江湖行). Ermutigt durch seinen Erfolg in der Hongkonger Filmbranche gründete er 1978 seine eigene Produktionsfirma und begann 1981 mit dem Debütfilm „One Way Only“ seine Karriere als Regisseur und Produzent. Lee ist vor allem für seine Rollen als Polizeibeamten und -inspektoren in den Hongkong-Filmen bekannt.

## Filmografie (Auswahl)
Schauspieler
- 1971: Die Tödlichen Zwei
- 1972: Die sieben Schläge des gelben Drachen
- 1973: Die Blutsbrüder des gelben Drachen
- 1973: Die Eroberer
- 1973: The Iron Bodyguard
- 1973: Die gelben Männer mit ihren fliegenden Fäusten
- 1973: The House of 72 Tenants
- 1973: Die wilden Fünf
- 1975: Invasion aus dem Innern der Erde
- 1976: Bruce Lee – Das war mein Leben
- 1976: Killer Clans – Die Herrschaft des Schwertes
- 1976: Oily Maniac
- 1976: Die wilden Engel von Hongkong
- 1977: Melody of Love
- 1977: The Call Girls
- 1977: Der Koloß von Konga
- 1977: Der Schwur der Karateka
- 1979: The Brothers
- 1980: The Shaolin Heroes
- 1980: The Informer
- 1981: Murderer Pursues
- 1981: The Executor
- 1981: King of Fists and Dollars
- 1981: Gambler’s Delight
- 1982: The Perfect Match
- 1982: Behind the Storm
- 1984: Law with two Phases
- 1985: Chase a Fortune
- 1985: Cops in the Town
- 1986: Parking Service
- 1986: Brotherhood
- 1987: Tragic Hero
- 1987: Road Warriors
- 1987: City on Fire
- 1988: Final Justice
- 1988: Criminal Hunter
- 1988: No Compromise
- 1989: Just Heroes (in Deutschland auch Hard Boiled 2)
- 1989: The Killer
- 1990: Undeclared War
- 1990: Tiger on the Beat 2
- 1990: The Big Score
- 1991: Blue Lightning
- 1991: Red Shield
- 1992: Rhythm of Destiny
- 1992: The Night Rider
- 1992: Powerful Four
- 1992: Dr.Lamb
- 1993: The Sword Stained with Royal Blood
- 1993: Love to Kill
- 1993: The Untold Story
- 1993: Run and Kill
- 1994: Fearless Match
- 1994: Organised Crime & Triad Bureau
- 1994: Portrait of a Serial Rapist
- 1994: Nobody Ever Cheats
- 1995: The Case of the Cold Fish
- 1995: Twist
- 1995: City Cop
- 1995: Asian Connection
- 1996: To be No.1
- 1997: Walk In
- 1999: The Untold Story 3
- 1999: He Is My Enemy, Partner, and Father-In-Law
- 2000: Romancing Bullet
- 2000: MAFIA.com
- 2000: White Storm
- 2000: The Killer of the Lonely Heart
- 2000: Untouchable Maniac
- 2001: Hero of City
- 2001: Psychedelic Cop
- 2002: Seductive Love
- 2002: Shark Busters
- 2003: Unarm 72 Hours
- 2003: Naked Ambition
- 2004: Heat Team
- 2008: Fatal Move
- 2008: Bad Boys Hong Kong – Gegen alle Regeln
- 2009: Red River
- 2009: Crossing Henessy

Regisseur
- 1981: One Way Only
- 1982: Funny Boys
- 1983: Oh, My Cops!
- 1984: Law with Two Phases
- 1985: Cop Busters
- 1986: The Law Enforcer
- 1987: Road Warriors
- 1991: Legend of the Dragon
- 1993: The Untold Story
- 1995: Twist

Quelle: Hong Kong Movie Database